# American Anthropological Association

Logo

De American Anthropological Association (AAA) is een wetenschappelijke beroepsorganisatie voor antropologen. De AAA werd gesticht in 1902 en beweert "de grootste beroepsorganisatie van antropologiegeïnteresseerden ter wereld" te zijn.
De AAA geeft een wetenschappelijk tijdschrift uit onder de naam American Anthropologist. Daarnaast heeft de AAA de internetbibliotheek Anthrosource opgezet, die voor studenten toegang biedt tot antropologiepublicaties die in de loop der jaren zijn gemaakt.